# گرمرسی (لوئیزیانا)
گرمرسی (به انگلیسی: Gramercy) شهری در ایالت لوئیزیانا کشور ایالات متحده آمریکا است که جمعیت آن در سرشماری سال ۲۰۱۰ میلادی، ۳٬۶۱۳ نفر بوده‌است.